# Giardino Villemin

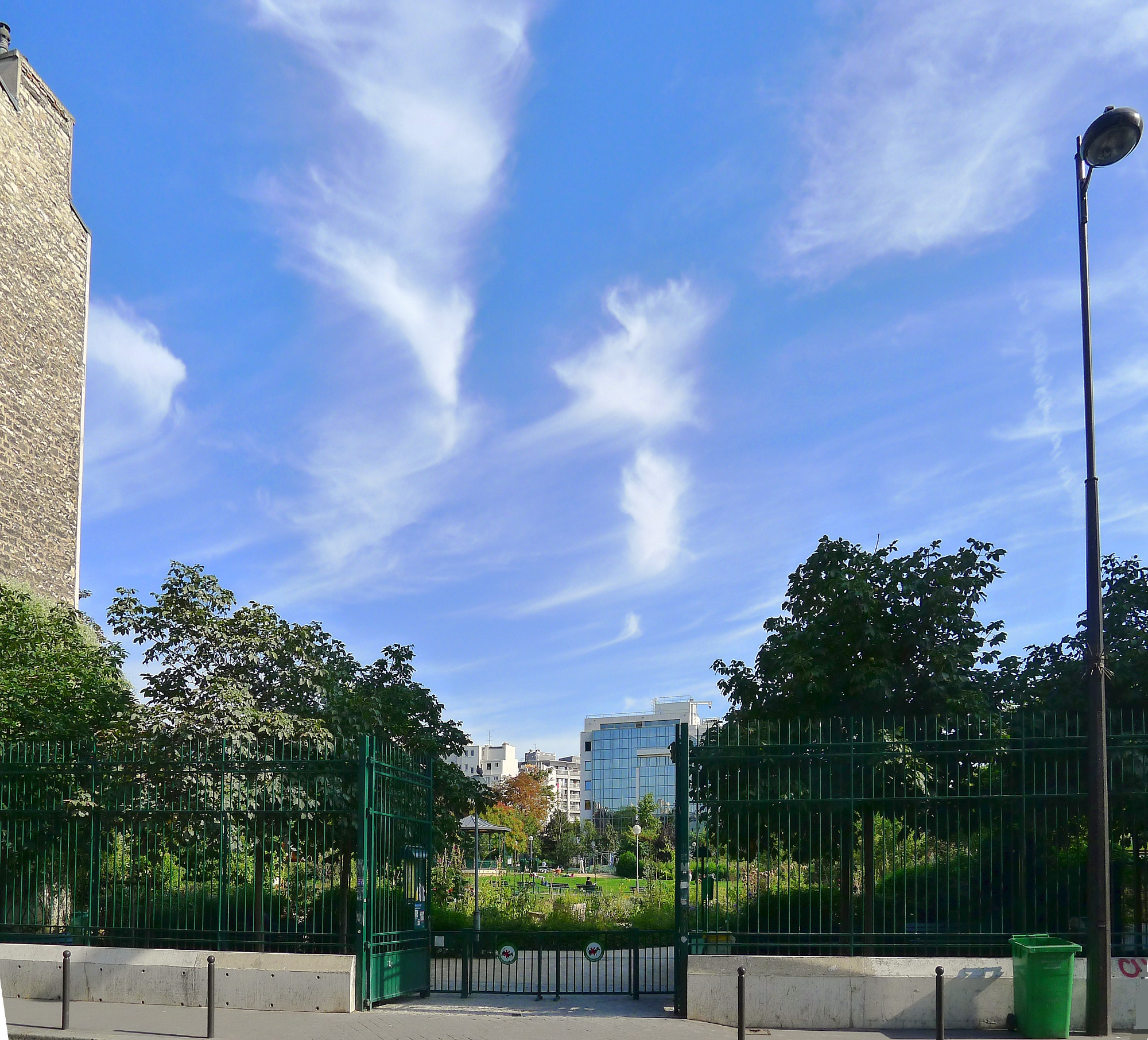
Giardino Villemin

Il giardino Villemin è un giardino pubblico situato nel X arrondissement di Parigi, quartieri Porte-Saint-Martin e  Hôpital-Saint-Louis, nello spazio del vecchio ospedale militare Villemin.
Questo ospedale fu installato nel 1861 in un vecchio convento, vicino alle stazioni ferroviarie di Parigi Est e Parigi Nord, cosa che permetteva ai feriti provenienti dal fronte di essere immediatamente curati.
Esso prese il nome dal dottor Jean-Antoine Villemin (1827-1892), celebre per i suoi lavori sulla tubercolosi, che furono riconosciuti definitivamente da quando il batteriologo Robert Koch riuscì a evidenziare, coltivare e inoculare il bacillo della malattia.
Nel giardino vi è una fontana che risale al 1846 e vi fu installata nel 1935.
Al giardino si accede dal n. 14 di rue des Récollets.
Vi si può giungere con le linee della metropolitana n. 4, n. 5 e n. 7 tramite la stazione della  Gare de l'Est o con le autolinee urbane parigine n.i 38, 39, 46, 47 e 56.

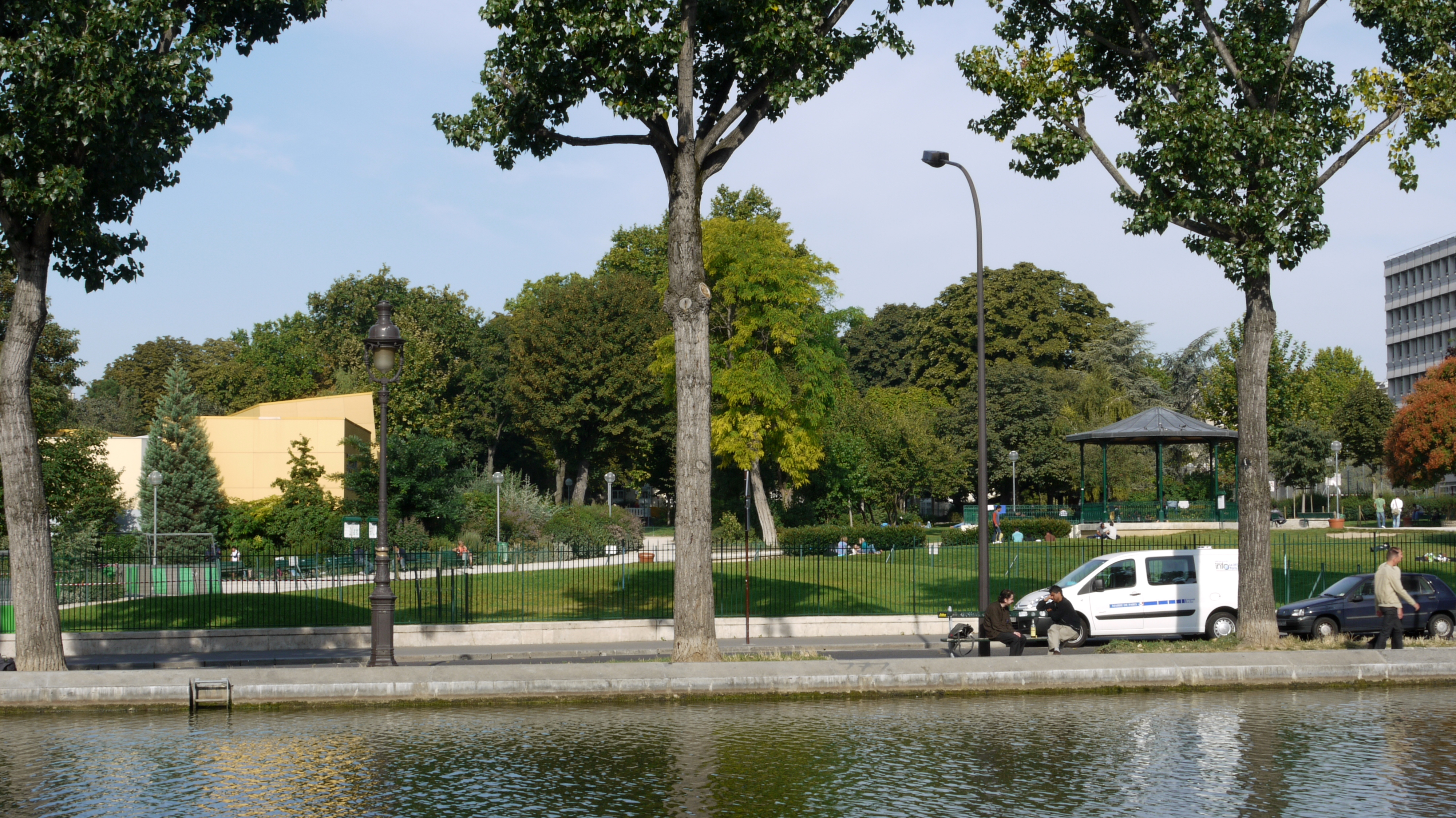
Il giardino visto dal canal Saint-Martin.
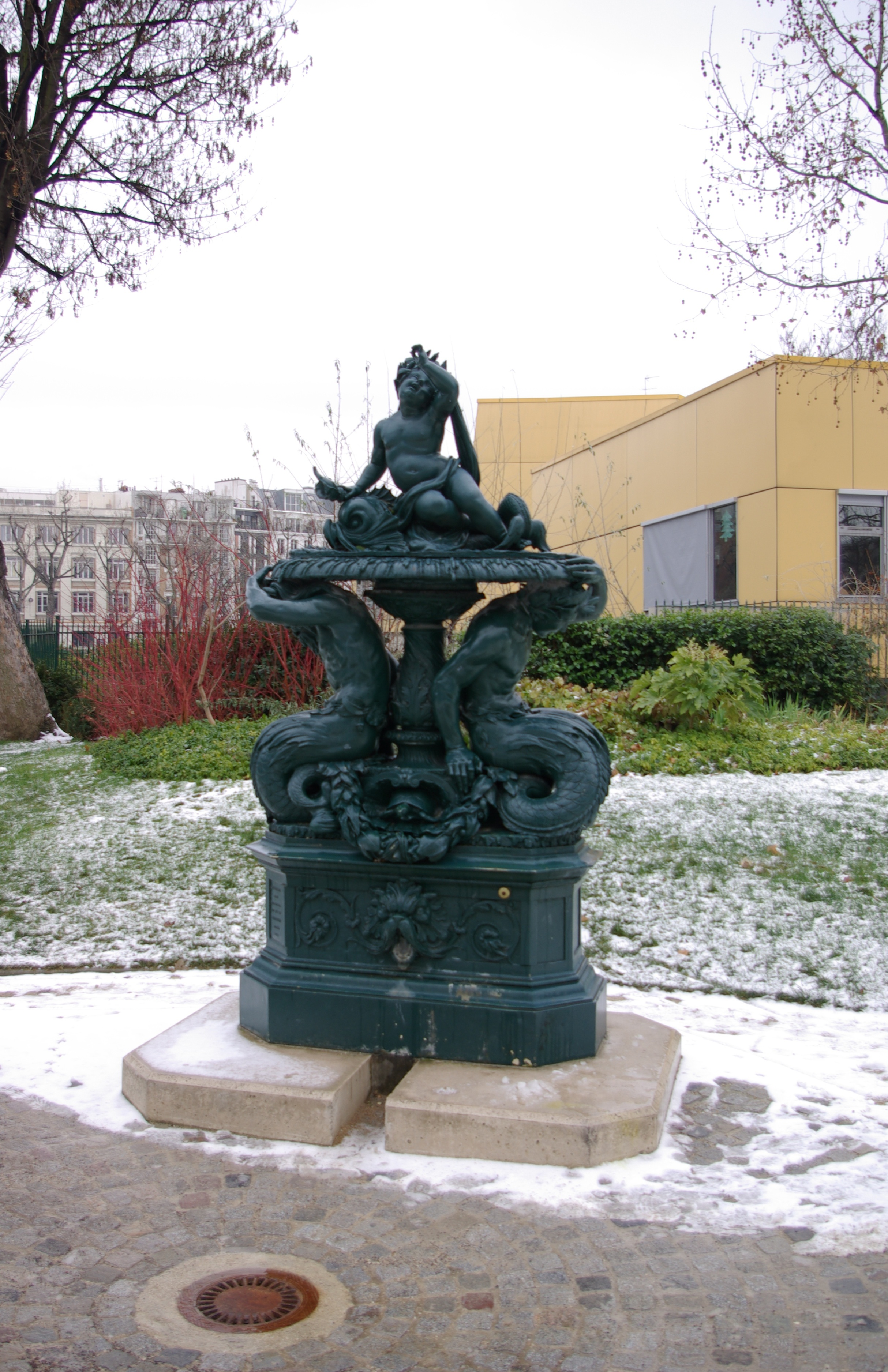
Fontana del giardino Villemin.